# ألان غوتليب
ألان غوتليب (بالإنجليزية: Alan Gottlieb)‏ هو كاتب أمريكي، ولد في 2 مايو 1947 في لوس أنجلوس في الولايات المتحدة.